# Fulminát stříbrný
Fulminát stříbrný (AgCNO) je prášková krystalická látka s bílým až černošedým (vytvořeným působením slunečního záření) zabarvením. Je to látka toxická, ale jen málo rozpustná ve vodě. Jedná se o jednu z nejvíce citlivých třaskavin a proto má jen velmi malé a omezené uplatnění. I ty nejmenší podněty jsou schopny jej přimět k detonaci. Krystalová hustota je 3,938 g/cm3.
Připravuje se, obdobně jako fulminát rtuťnatý, reakcí dusičnanu stříbrného s ethanolem a kyselinou dusičnou za mírného zahřívání. Dalším způsobem je reakce amoniaku s vodným roztokem uhličitanu stříbrného.